# All My Demons Greeting Me as a Friend
All My Demons Greeting Me as a Friend (en español: Todos mis demonios me reciben como a una amiga), es el álbum debut de la cantante y compositora noruega Aurora Aksnes. Fue lanzado el 11 de marzo de 2016 por Decca Records. El álbum es precedido por su primer Extended Play Running with the Wolves. Del disco se extrajeron los Sencillos "Runaway", "Running With The Wolves", "Murder Song (5, 4, 3, 2, 1)", "Half the World Away" (de la versión deluxe), "Conqueror", "I Went Too Far", y "Winter Bird".

## Composición
La producción del álbum comenzó a principios de 2015. Aurora estaba empezando a crecer como una cantante profesional y música con su Primera Canción "Under Stars", que se estrenó el 12 de diciembre de 2014.
Después de que el sencillo fue lanzado, anunció que comenzó a trabajar en más música, que luego se convertiría en su debut álbum debut. Luego, el 26 de febrero de 2015, reveló su segundo sencillo, titulado "Runaway" y su respectivo videoclip. El extended play "Running with the Wolves" fue lanzado, el 3 de mayo de 2015.
El segundo sencillo, titulado "Running with the Wolves", fue lanzado el 10 de junio de 2015. Además de ser la canción que la llevó al centro de los medios de comunicación, fue también su primera entrada en las listas de éxitos, debutó en el número 72 en Alemania.
El 25 de agosto de 2015 fue lanzado el tercer sencillo, titulado "Murder Song (5, 4, 3, 2, 1)". La canción fue lanzada como versión acústica, mientras que la versión de estudio se estrenó un mes después. Poco después, la cantante confirmó que estaba trabajando en un álbum de estudio.
Durante los últimos días de octubre de 2015, confirmó que fue elegida para realizar la banda sonora principal para el comercial John Lewis de 2015 que debía ser transmitido en el Reino Unido durante los meses de Navidad. El anuncio se estrenó el 2 de noviembre de 2015, revelando una versión de la canción "Half the World Away" originalmente lanzado y dirigido por la banda de rock inglesa Oasis en 1994. La versión de la canción fue otro gran éxito para la cantante, ya que le valió un Lugar en las listas de éxitos británicas e irlandesas, alcanzando el número 11 y 22, respectivamente.

## Recepción

### Comentarios de la crítica
El sitio web Metacritic, que recopila reseñas de críticos profesionales, asignó al álbum una puntuación de 80 sobre 100 (basándonse en diez reseñas), lo que indica que tuvo una recepción crítica favorable.
Escribiendo para el medio Entertainment Weekly, Madison Vain elogió la voz "nítida y sólida" de la cantante y la producción "delicada" que presenta el álbum. "En su impresionante álbum debut, All My Demons Greeting Me as a Friend, la cantante de 19 años transmite una energía mágica similar a la de la superestrella del art-pop, Björk", comenta en su reseña.
Por otra parte, Marcy Donelson, de AllMusic, señala que "lo que distingue a Aurora del resto del mundo del electropop oscuro (Lorde, Lykke Li) son sus melodías elaboradas y su voz, una soprano pura y cantarina"; concluyendo en que el álbum consolida a Aurora como "una experta en la creación del pop dinámico y conmovedor".

### Recepción comercial
El Álbum comercialmente Obtuvo un buen rendimiento en Listas Internacionales. En Noruega debutó en la primera posición del Norwegian Albums Chart con más de 55 000 copias vendidas, obteniendo una certificación de doble platino. Además, el álbum logró posicionarse en diversas listas de éxitos, principalmente europeas.

## Lista de canciones
| Standard edition |                               |                                                                     |             |          |  |
| N.º              | Título                        | Escritor(es)                                                        | Producer(s) | Duración |  |
| 1.               | «Runaway»                     | Aurora Aksnes Magnus Åserud Skylstad                                | AURORA      | 4:08     |  |
| 2.               | «Conqueror»                   | Aksnes Skålnes Skylstad Geir Luedy                                  | Skålnes     | 3:27     |  |
| 3.               | «Running with the Wolves»     | Aksnes Michelle Leonard Nicolas Rebscher                            | Skålnes     | 3:14     |  |
| 4.               | «Lucky»                       | Aksnes Skålnes                                                      | AURORA      | 4:04     |  |
| 5.               | «Winter Bird»                 | Aksnes Jonny Wright                                                 | AURORA      | 4:07     |  |
| 6.               | «I Went Too Far»              | Aksnes Skylstad Skålnes                                             | AURORA      | 3:27     |  |
| 7.               | «Through the Eyes of a Child» | Aksnes Leonard Alf Lund Gobolt                                      | AURORA      | 4:34     |  |
| 8.               | «Warrior»                     | Aksnes Leonard Rebscher Janis Liphardt Skylstad Skålnes Alex Knolle | Skylstad    | 3:43     |  |
| 9.               | «Murder Song (5, 4, 3, 2, 1)» | Aksnes Skålnes                                                      | Skålnes     | 3:20     |  |
| 10.              | «Home»                        | Aksnes Tom Hull                                                     | AURORA      | 3:32     |  |
| 11.              | «Under the Water»             | Aksnes Edvard Førre Erfjord Henrik Barman Michelsen                 | AURORA      | 4:24     |  |
| 12.              | «Black Water Lilies»          | Aksnes Skålnes Skylstad                                             | AURORA      | 4:42     |  |

| Deluxe edition |                                                  |                         |             |          |  |
| N.º            | Título                                           | Escritor(es)            | Producer(s) | Duración |  |
| 13.            | «Half the World Away»                            | Noel Gallagher          | Skålnes     | 3:18     |  |
| 14.            | «Murder Song (5, 4, 3, 2, 1)» (Acoustic)         | Aksnes Skålnes          | Skålnes     | 3:38     |  |
| 15.            | «Nature Boy» (Acoustic)                          | George Alexander Aberle |             | 2:59     |  |
| 16.            | «Wisdom Cries»                                   | Aksnes Leonard Rebscher | AURORA      | 4:07     |  |
| 17.            | «Running with the Wolves» (Pablo Nouvelle Remix) | Aksnes Leonard Rebscher | AURORA      | 3:50     |  |

## Posicionamiento
| Listas (2016)                          | Posición |
| -------------------------------------- | -------- |
| Australian Albums (ARIA)               | 51       |
| Austria (Ö3 Austria)                   | 50       |
| Bélgica (Ultratop flamenca)            | 40       |
| Bélgica (Ultratop valona)              | 95       |
| Canadá (Billboard Canadian Albums)     | 43       |
| República Checa (ČNS IFPI)             | 33       |
| Países Bajos (Album Top 100)           | 17       |
| Alemania Albums (Media Control Charts) | 20       |
| Irlanda (IRMA)                         | 66       |
| Norwegian Albums (VG-lista)            | 1        |
| Suiza (Schweizer Hitparade)            | 41       |
| Reino Unido (UK Albums Chart)          | 28       |
| Estados Unidos (Billboard 200)         | 150      |